# Кара-Бюрген
Кара-Бюрген (кирг. Кара-Бүргөн) — село в Ак-Талинском районе Нарынской области Кыргызстана. Административный центр и единственный населённый пункт Кара-Бюргенского аильного округа. Код СОАТЕ — 41704 210 816 01 0.

## География
Село расположено на западе центральной части области, на левом берегу реки Джамандаван (приток Алабуги), на расстоянии приблизительно 20 километров (по прямой) к западу-юго-западу (WSW) от села Баетово, административного центра района. Абсолютная высота — 2034 метра над уровнем моря.

## Население
| год     | 2009 | 2014 | 2015 |
| ------- | ---- | ---- | ---- |
| человек | 1977 | 2498 | 2450 |